# Sarah Palfrey
Sarah Hammond Palfrey Fabyan Cooke Danzig, född 18 september 1912 i Sharon i Massachusetts, död 27 februari 1996, var en amerikansk högerhänt tennisspelare.
Palfrey var under 1930-talet en av USA:s främsta kvinnliga tennisspelare. Hon rankades 13 gånger bland USA:s 10 bästa spelare och var periodvis rankad som nummer ett. Hon rankades bland världens 10 bästa spelare 6 gånger 1933-39. Under karriären vann Palfrey 18 Grand Slam (GS)- titlar, varav 2 i singel, 11 i dubbel och 5 i mixed dubbel. Hon blev professionell spelare 1946.
Palfrey upptogs 1963 i International Tennis Hall of Fame.

## Tenniskarriären
Sarah Palfrey gjorde sin debut i Amerikanska mästerskapen 1928 och vann sin första GS-titel där 2 år senare, 17 år gammal, i dubbel tillsammans med brittiskan Betty Nuthall. Säsongerna 1932, 1934 och 1935 vann hon dubbeltitlarna i mästerskapen tillsammans med amerikanskan Helen Jacobs. Palfrey upprepade sina dubbelsegrar 4 år i följd, 1937-1940, då tillsammans med Alice Marble. Sin sista dubbeltitel i Amerikanska mästerskapen vann hon 1941 med Margaret Osborne duPont.
Palfrey spelade också mixed dubbel i Amerikanska mästerskapen och vann 4 titlar under perioden 1932-1941 tillsammans med några av världens främsta manliga tennisspelare som britten Fred Perry (1932), Donald Budge (1937) och Jack Kramer (1941).     
I slutet på 1930-talet, åren före det andra världskriget, spelade Palfrey regelbundet i Europa. Hon vann dubbeltiteln i Wimbledonmästerskapen 1938 och 1939 tillsammans med Alice Marble och mixed dubbel-titeln i Franska mästerskapen 1939. 
Sarah Palfrey var också en mycket skicklig singelspelare och nådde finalen i Amerikanska mästerskapen 1934 och 1935. Båda gångerna föll hon mot Helen Jacobs. Säsongen 1941  vann hon sin första singeltitel i mästerskapen. I finalen mötte hon den 6-faldiga finalisten Pauline Betz som hon besegrade med 6-1, 6-4. Säsongen därpå, 1942, kunde Palfrey inte försvara sin titel på grund av att hon då var gravid. De båda, Palfrey och Betz, möttes dock igen i finalen 1945, denna gång blev matchen jämnare, men Palfrey vann med 3-6, 8-6, 6-4. Betz, som själv vann singeltiteln 4 gånger, ansåg att hon spelade sin allra bästa tennis i just 1945 års final, men att Palfrey besegrade henne genom sitt goda volleyspel.    
Sarah Palfrey deltog i det amerikanska Wightman Cup-laget 1930-39. Hon spelade totalt 21 matcher och vann 14 av dem.

## Spelaren och personen
Genom sin personliga charm var Sarah Palfrey var alltid publikens "älskling". Hon sägs ha uppträtt med samma värdighet i både seger och förlust.
Sarah Palfrey tränades av den legendariska Hazel Hotchkiss Wightman och utvecklade en förnämlig volley och ett effektivt svepande backhandslag. Sitt utsökta nätspel hade hon tillägnat sig genom instruktioner från Wightman som var en av de attackspelande kvinnliga pionjärerna.    
Sarah Palfrey var en av fem tennisspelande systrar, som alla vann minst en amerikansk juniortitel.  
Palfrey var gift tre gånger (med Fayban, Cooke och Danzig). Efter avslutad tävlingskarriär var hon affärsman i New York – då som Mrs. Danzig. Hon skrev också om tennis i olika tidskrifter. 
Palfrey och Alice Marble bedrev under början av 1950-talet ett lyckosamt lobbyarbete inom det Amerikanska tennisförbundet, USTA, till förmån för den afro-amerikanska spelaren Althea Gibson, för att förmå förbundet at tillåta Gibson att spela i de stora nationella och internationella turneringrana. 

## Grand Slam-titlar
- Franska mästerskapen
  - Mixed dubbel - 1939
- Wimbledonmästerskapen
  - Dubbel - 1938, 1939
- Amerikanska mästerskapen
  - Singel - 1941, 1945
  - Dubbel - 1930, 1932, 1934, 1935, 1937, 1938, 1939, 1940, 1941
  - Mixed dubbel - 1932, 1935, 1937, 1941